# Métropole de Paramythia, Filiatès, Giroméri et Parga
La Métropole de Paramythiá, Filiatès, Géromère et Parga (en grec byzantin : Ιερά Μητρόπολις Παραμυθίας, Φιλιατών, Γηρομερίου και Πάργας) est un évêché du Patriarcat œcuménique de Constantinople autorisé provisoirement à participer à la vie synodale de l'Église orthodoxe de Grèce. Elle a son siège dans la petite localité montagnarde de Paramythiá située au-dessus du port d'Igoumenitsa en Épire. Elle étend son ressort à l'ensemble du district régional de Thesprotie et à la frange septentrionale de celui de Prévéza, autour de Parga.

## La cathédrale
- Église de la Dormition de la Mère de Dieu à Paramythiá.

## Les métropolites
- Tite (né Sotiros Papanakos au Pirée en 1931) depuis 1974.

## L'histoire
Dès l'Antiquité, il existait un évêché d'Euroea (Évria de l'Épire) dont saint Donat (+ 397) fut l'évêque. Ce prélat fut élevé à Buthrote puis vint à Évria qu'on identifie tantôt à Paramythiá, tantôt à Glyki, sur l'Achéron, un peu plus au sud.
Au XIXe siècle, il existait un évêché de Buthrote et Glyki dont le territoire s'étendait sur toute l'actuelle Thesprotie et débordait au nord sur l'actuel territoire albanais autour du site de l'antique Buthrote (en albanais Butrint). La ville de Glyki est située à l'extrême sud de la Thesprotie. En 1885, le Patriarcat œcuménique de Constantinople décida d'élever l'évêché au rang de métropole et, à cette occasion d'en changer le nom en métropole de Paramythiá. On aimerait connaître les raisons de l'abandon de l'ancienne dénomination. On connaît en revanche celles de l'adoption du nom de Paramythiá : la référence à un ancien monastère dédié à la Mère de Dieu.
Les noms de Filiatès et Giroméri furent ajoutés ensuite pour conserver le souvenir d'un évêché éphémère qui exista entre 1924 et 1929.

## Le territoire
- Il comprend la totalité du territoire de la Thesprotie
- La frange Nord de celui du district régional de Prévéza, à savoir :
  - l'exclave côtière d'Aghia et Parga.
  - la rive droite de l'Achéron, sauf la localité d'Amoudia, c'est-à-dire Kypseli et Mésopotamos.
  - et sur la rive gauche les localités de Kanallaki et Despotiko.

## Les monastères

### Monastères d'hommes
- Monastère de la Dormition de la Mère de Dieu de Pagania
- Monastère de la Dormition de la Mère de Dieu de Géromère

### Métochia
- de Pagania : Nativité de Saint-Jean Baptiste à Chrysavgi, Nativité de la Mère de Dieu à Michla, Transfiguration à Plakotis.
- de Géromère : Saint-Minas à Kokinolithari, la Dormition de la Mère de Dieu à Ragion, Saint-Georges à Kamitsani.

### Monastère de femmes
- Monastère Sainte Parascève de Pounta

## Les solennités locales

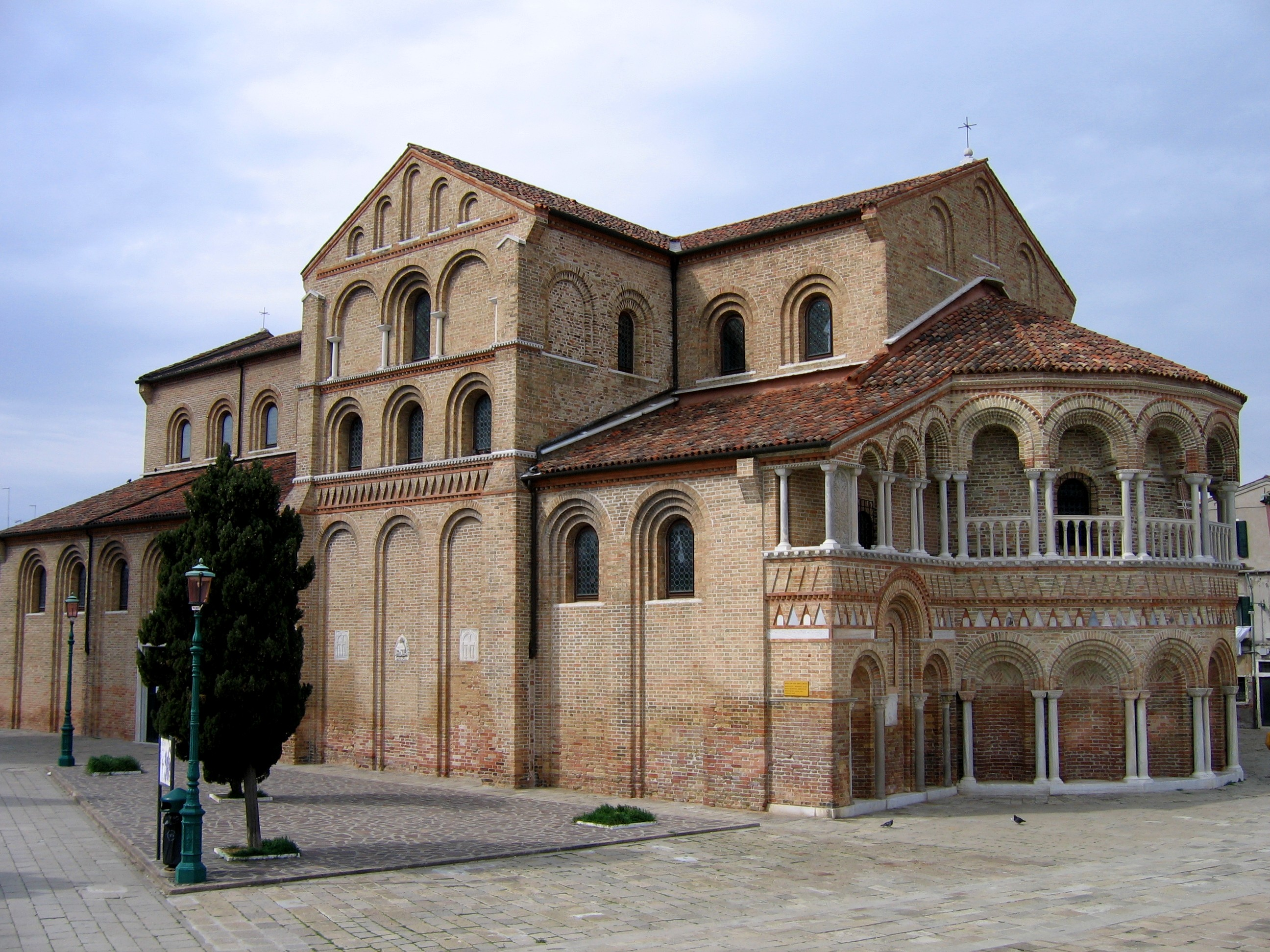
La basilique catholique Sainte-Marie-et-Saint-Donat à Murano, île de la lagune de Venise (qui abrite des reliques de saint Donat).

- La fête de saint Donat évêque d'Évria, le 30 avril.

## Les sources
- (el) Le site de la métropole : http://www.imparamythias.gr
- Wikipédia en grec.
- Diptyques de l'Église de Grèce, éditions Diaconie apostolique, Athènes (édition annuelle).